# Кольк (мыза)
Кольк (нем. Kolk, Ко́лга, эст. Kolga mõis) — рыцарская мыза, бывшее имение Стенбоков на севере Эстонии в волости Куусалу уезда Харьюмаа.
Согласно историческому административному делению, относилась к приходу Куусалу.

## История
В 1230 году датский король отдал земли, окружающие Колга, монастырю (Sancta Maria de Guvnalia in Roma), находившемуся на острове Готланд. По всей вероятности, вскоре после этого была возведена мыза Кольк в качестве центра владений, и упоминается она уже в 1298 году.
Средневековая мыза была выстроена как каменная крепость, которую охраняла круглая орудийная башня. Крепость была превращена в руины во время Ливонской войны и окончательно разрушена при строительстве усадебного комплекса в XVII веке.
В 1581 году шведский король Юхан III подарил Кольк и прилегающие территории знаменитому шведскому полководцу Понтусу Делагарди.
В 1658 году мыза по родственным связям перешла во владение одной из ветвей шведского рода Стенбоков. В начале XIX века здесь доживал свой век генерал от инфантерии Христофор Бенкендорф. Мыза принадлежала Стенбокам до 1940 годов, затем была национализирована. Согласно крепостной книге, последним владельцем мызы граф Всеволод фон Стенбок, умерший в 1916 году. После этого до национализации мызы Эстонской республикой там жил и умер его брат — генерал-майор Пётр Михайлович Стенбок.
Владевшая 50 000 гектарами земли мызы Кольк была самой большой мызой на территории современной Эстонии.
На военно-топографических картах Российской империи (1846–1863 годы), в состав которой входила Эстляндская губерния, мыза обозначена как мз. Колькъ. 
В годы Второй мировой войны в главном здании мызы располагался немецкий госпиталь. 
В советский период здесь был создан центр Колгаского отделения рыболовецкого колхоза имени С. М. Кирова.

## Главное здание
В 1642 году было построено первое каменное строение мызы, которое видимо было одноэтажным. В 1758—1768 годах оно было перестроено в двухэтажное здание в стиле барокко.
В 1820-х годах здание подверглось существенной перестройке и приобрело вид дворца в стиле классицизма, который сохранился до наших дней. К фасаду здания добавили выдающиеся трёхэтажные центральную и боковые части. Центральную часть украшает высокая колоннада с шестью колоннами, боковые части украшены арочными венецианскими окнами.
В 2016 году на крыше здания вспыхнул пожар.
При инспектировании 5 июня 2023 года главное здание мызы находилось в плохом состоянии. Однако часть интерьеров отреставрирована.

## Мызный комплекс

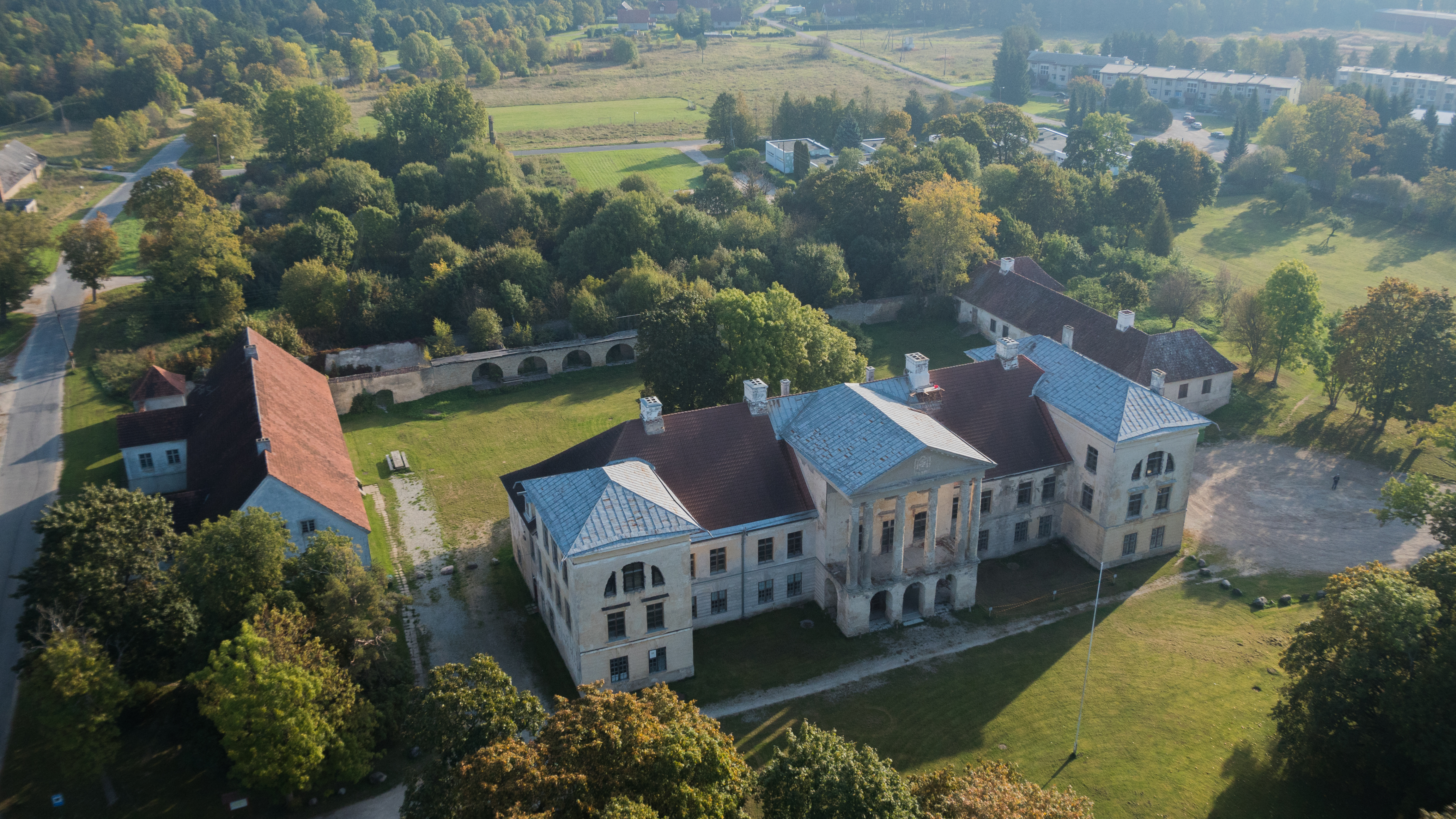
Мыза Кольк (Колга) с высоты птичьего полёта

Рядом с главным зданием (господским особняком) мызы в XVIII веке было возведено большое число вспомогательных зданий (хозяйственных построек), которые вместе составили стильный архитектурный ансамбль. С главным зданием были связаны два отгороженных закрытых комплекса, так называемых двора. За главным зданием находился небольшой закрытый двор, и его образовывали дом управляющего, дом прислуги и амбар с арками.
Перед главным зданием был большой парадный двор. По краям стояли конюшни, а напротив главного здания — каретный сарай (последний не сохранился). По краям дороги, ведущей к мызе от исторического шоссе Таллин—Нарва, были построены два надвратных здания.
Хозяйственные постройки — хлевы, конюшни и пр. — находились большей частью на северо-востоке и севере от главного здания. На северо-западе от господского особняка у дороги, ведущей к Пудисоо, стояла украшенная маленькими скульптурами кузница.
В 1997 году главное здание мызы и еще 21 строение мызного комплекса были внесены в Государственный регистр памятников культуры Эстонии. 
В 2001 году был реконструирован мост через реку Колга. Мост активно использовался до 1989 года, когда колхоз построил рядом с ним более широкий мост для проезда сельскохозяйственной техники.
В 2017 году в мызном парке прошли санитарные вырубки деревьев.

## Современность
На сегодняшний день мызный комплекс находится в частной собственности. В 1990-х годах он был выкуплен семьёй Стенбок, а в июне 2014 года его приобрела владелица занимающейся недвижимостью фирмы «Adelberg Kinnisvara» Ану Коппель (Anu Koppel). В отреставрированных в 1980–1990-х годах конюшнях располагается хостел «Viru Raba», а на втором этаже находящего рядом с нею бывшего дома управляющего работает музей, обладающий разнообразной этнографической коллекцией.

## Галерея

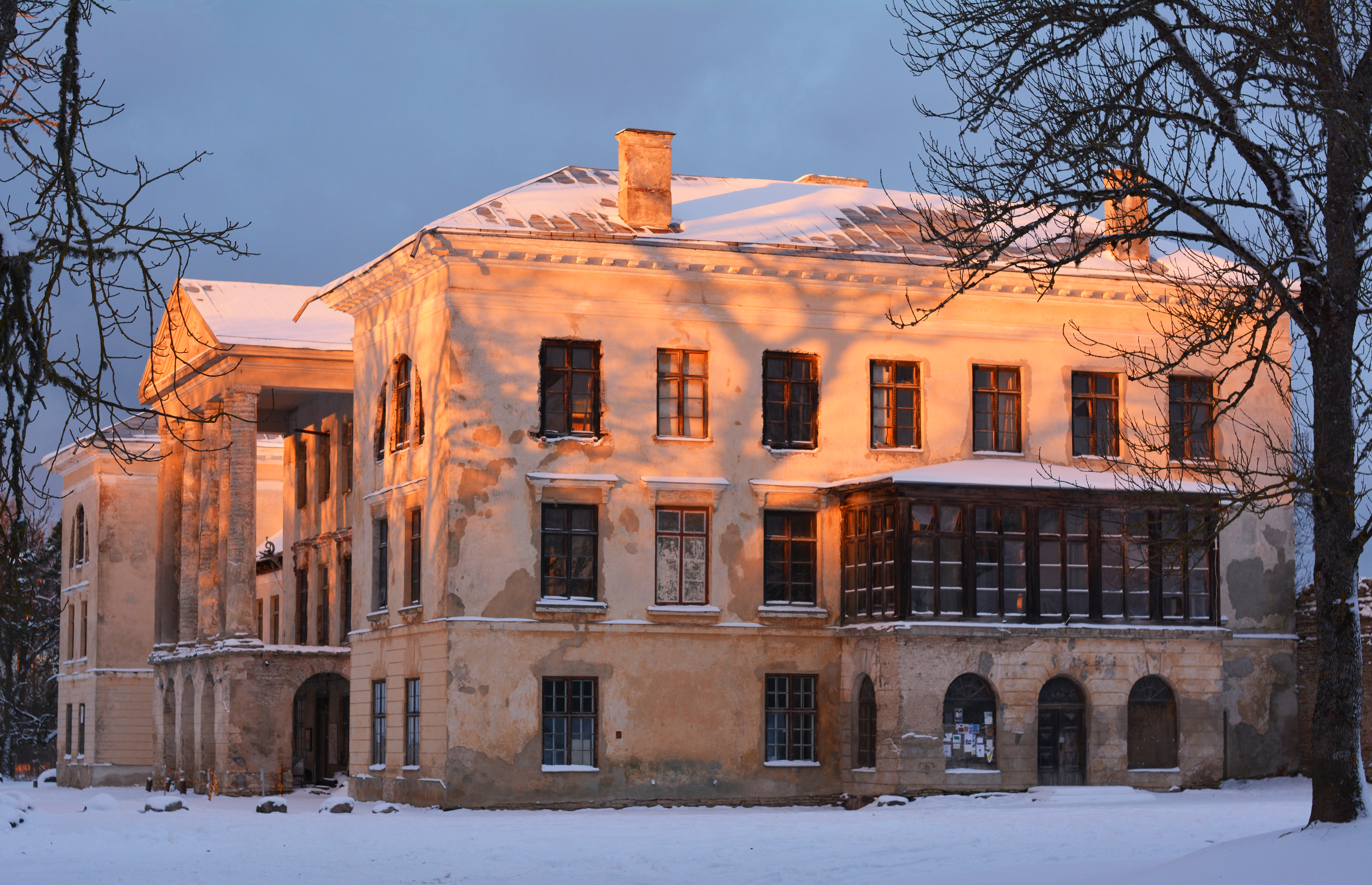
Главное здание в декабре 2014 года
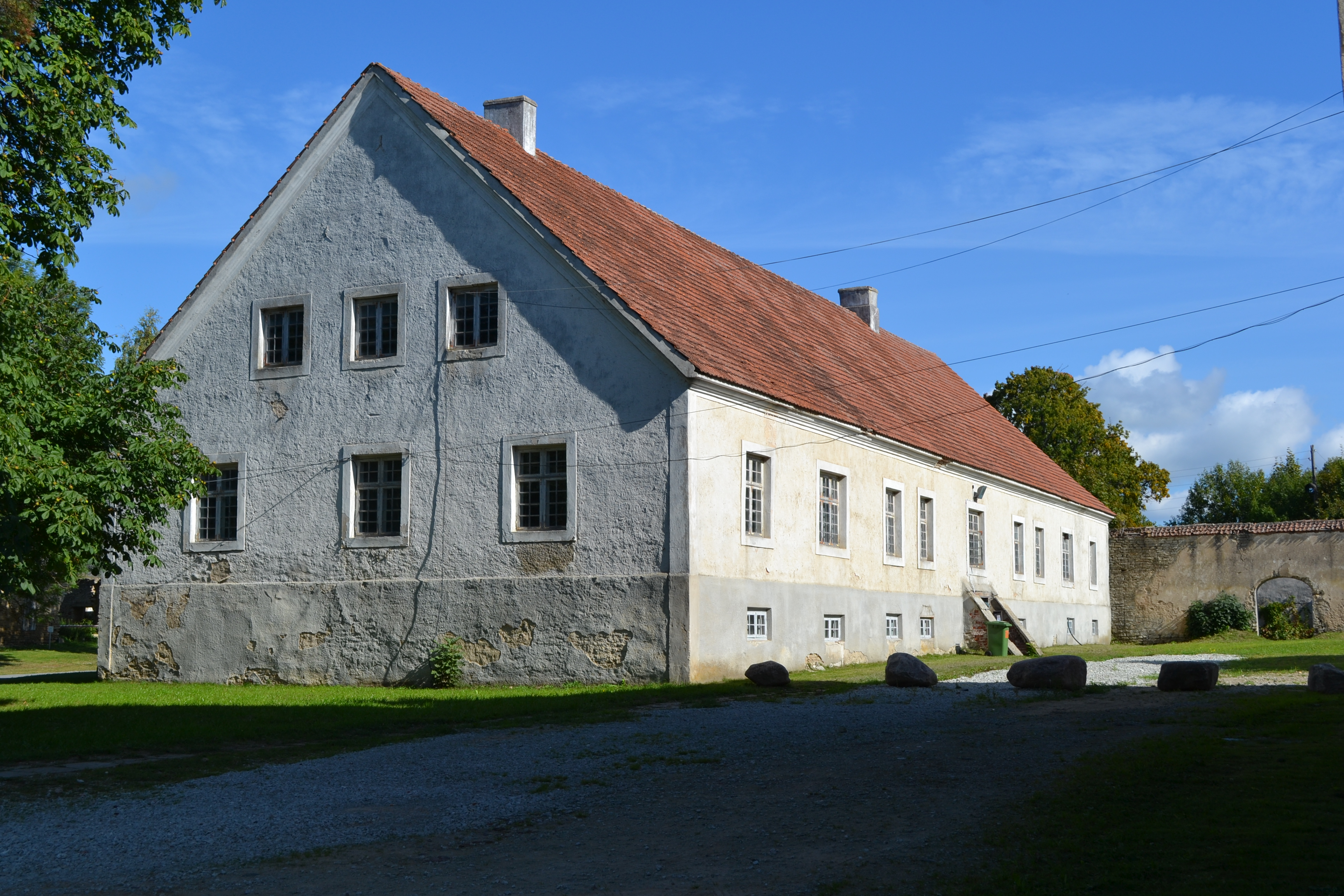
Дом управляющего в 2013 году
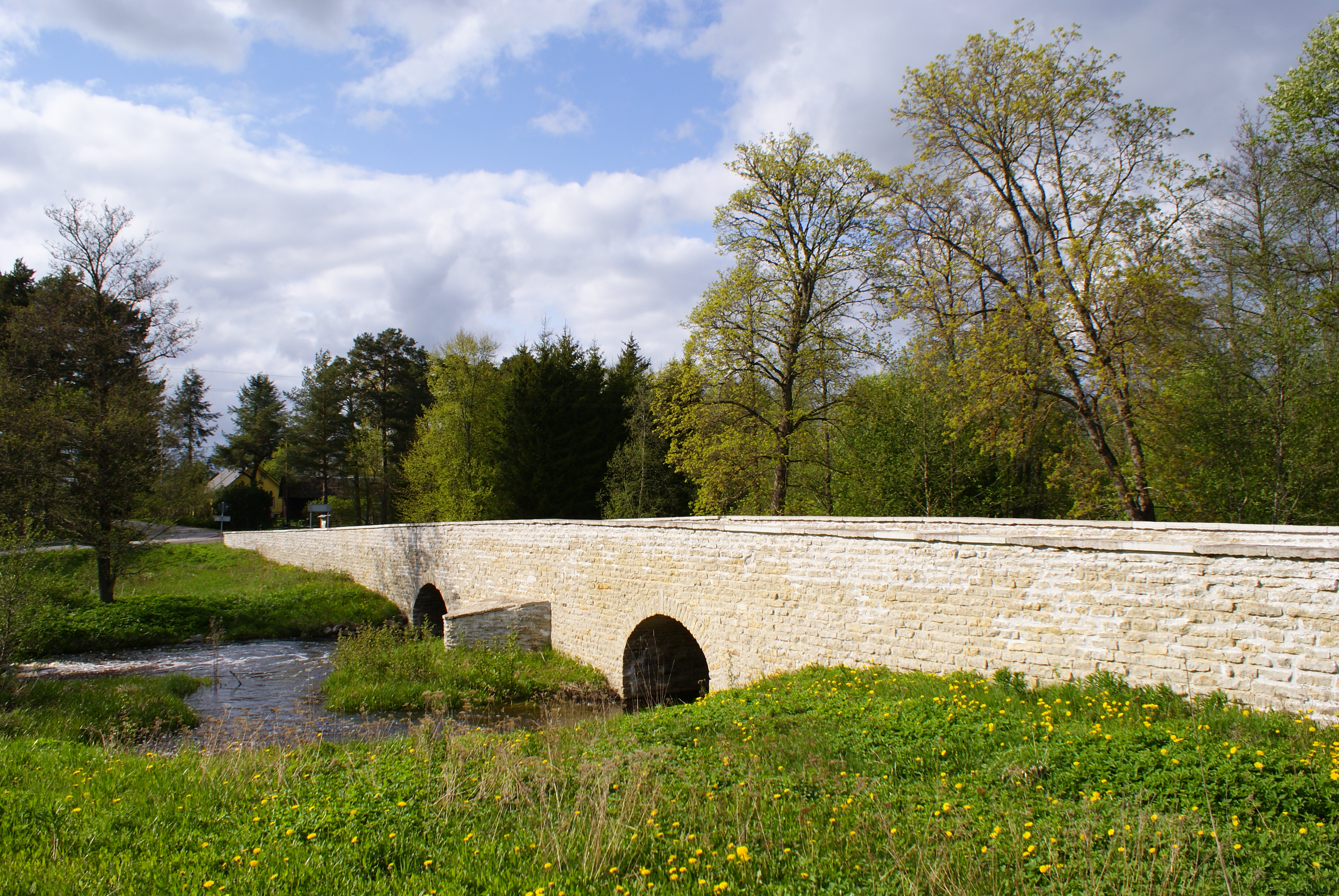
Восстановленный мост
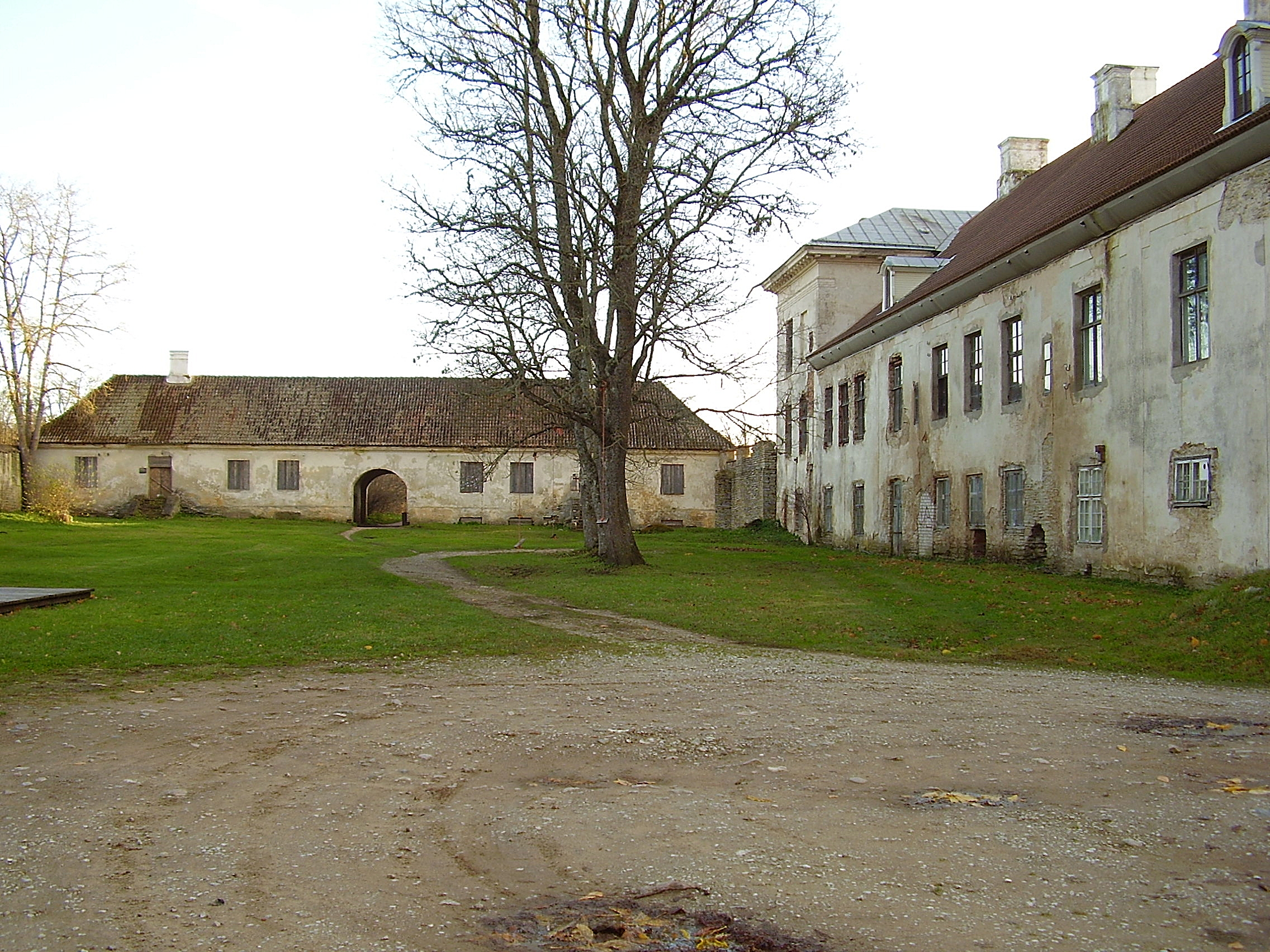
Дом служащих мызы
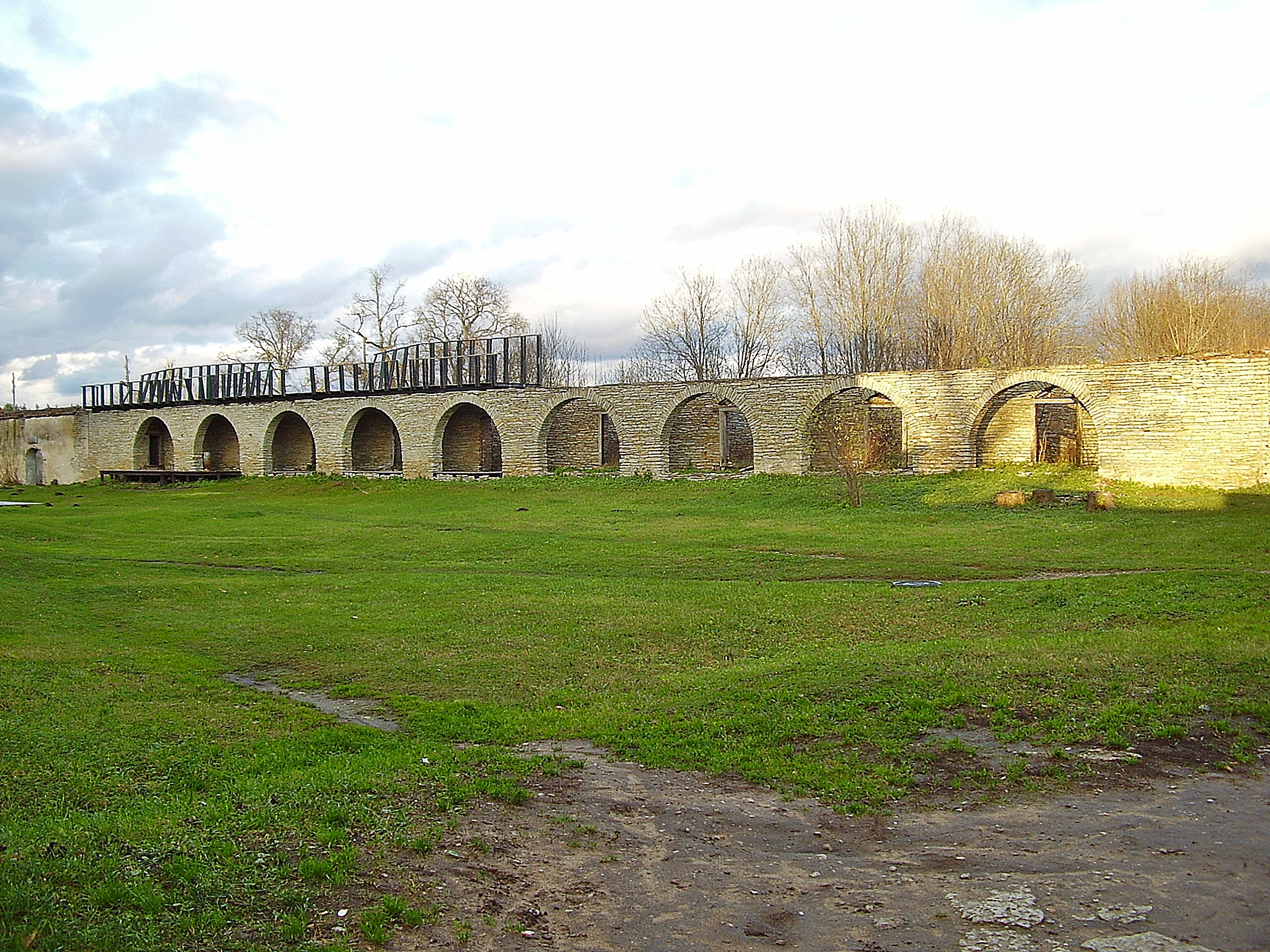
Амбар
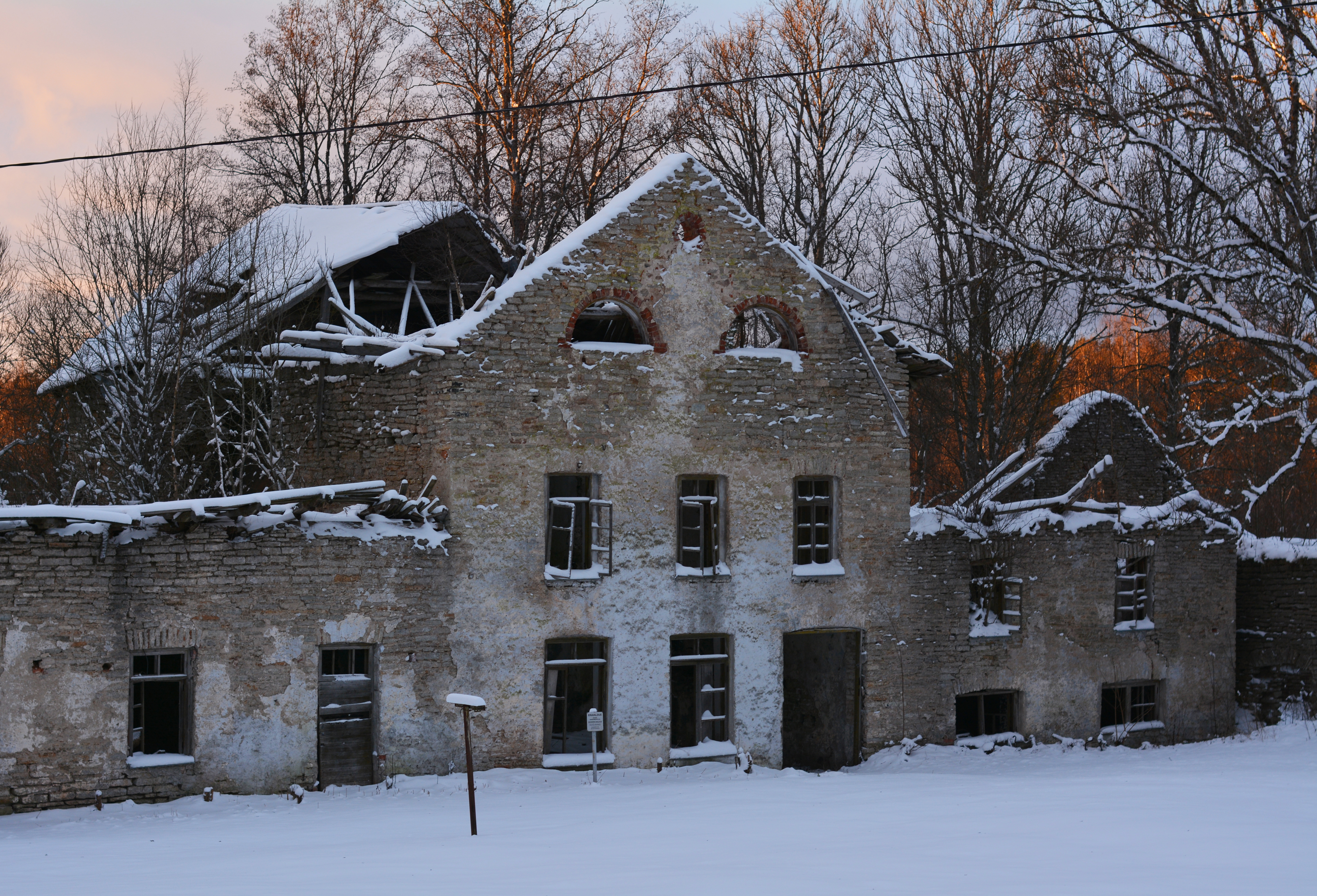
Винокурня
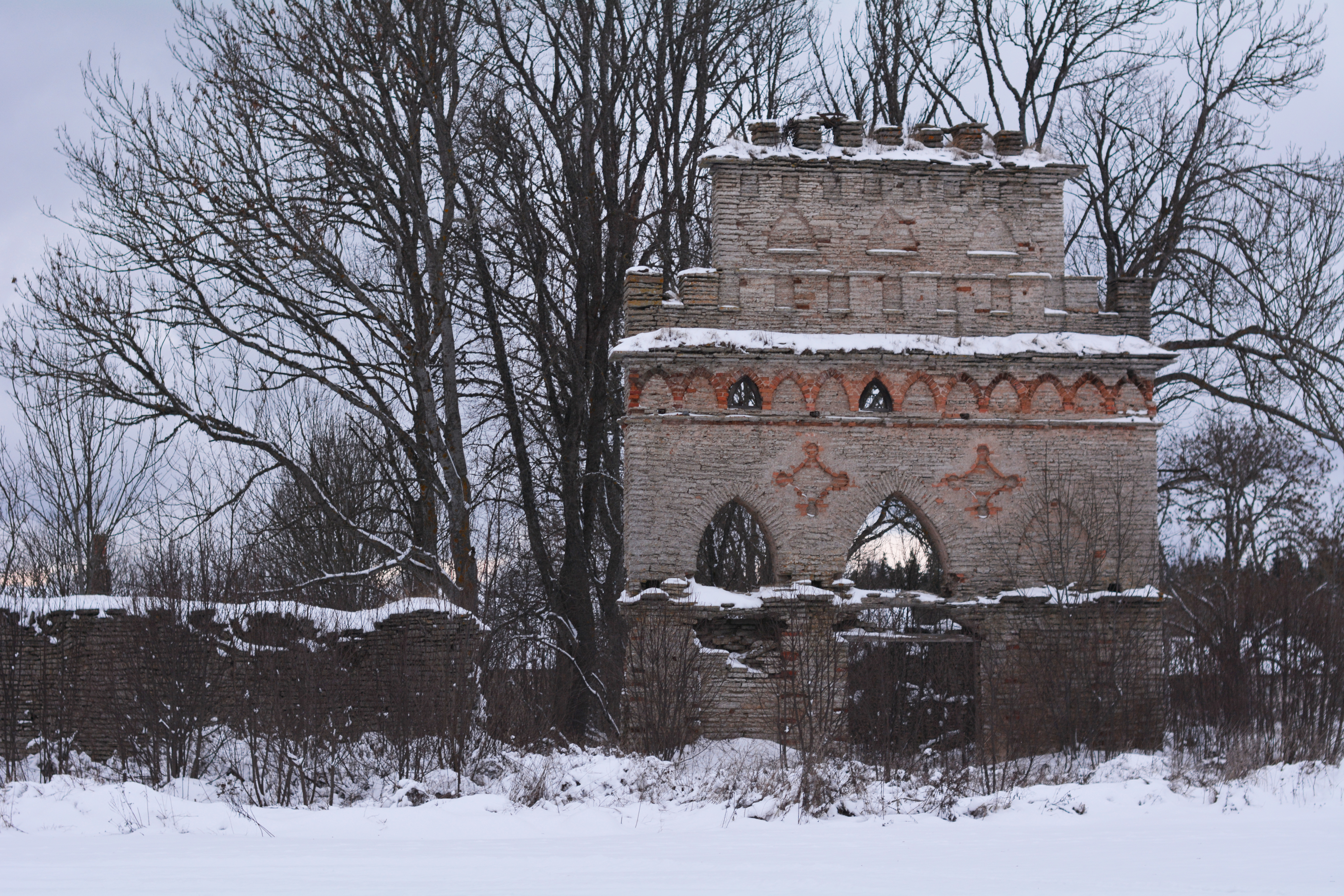
Северные ворота скотного двора (южные утрачены)
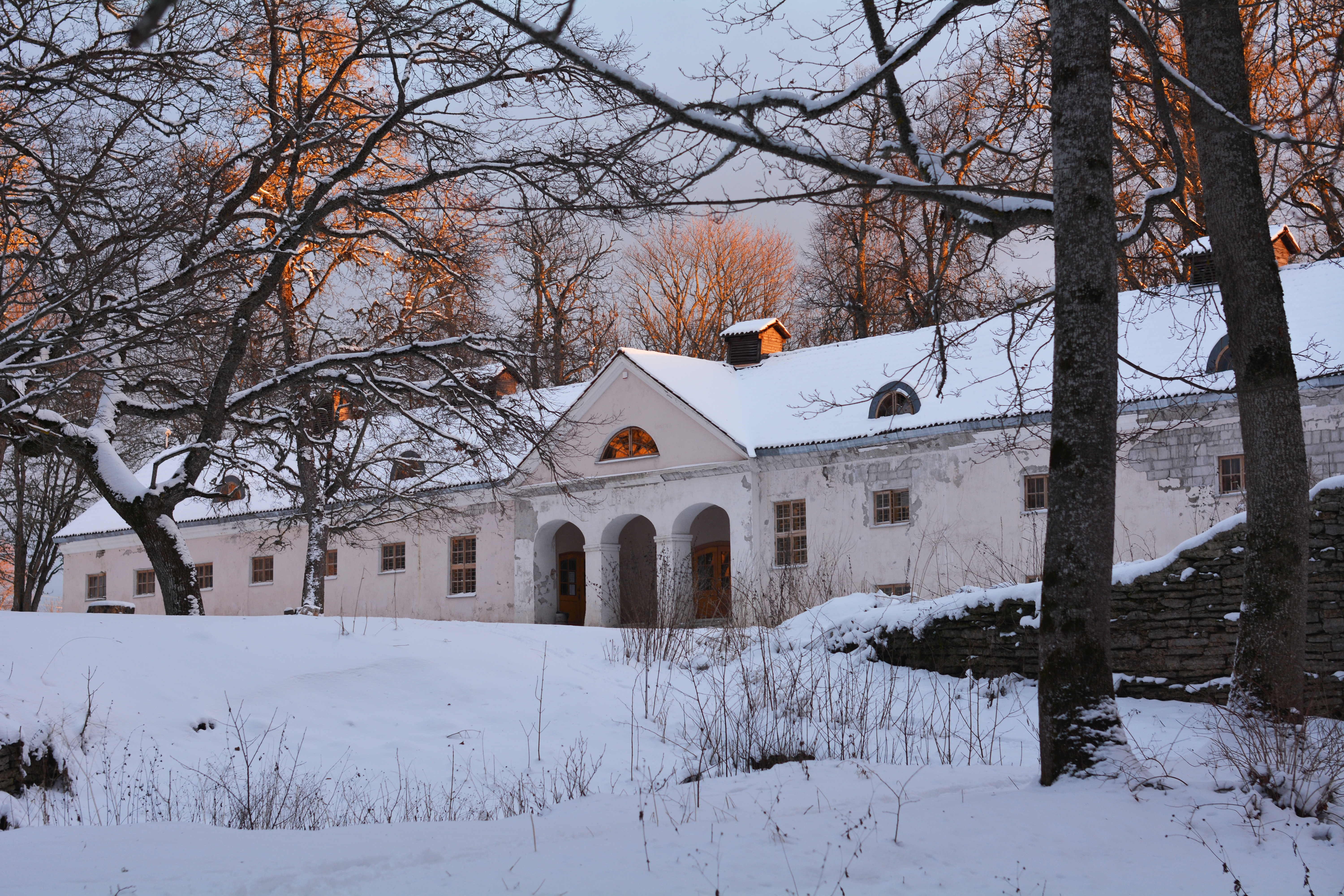
Конюшня